# چشمه تزنگ
چشمه تزنگ معروف به غمپ تزنگ، از جمله چشمه‌های شهرستان سروستان در استان فارس است.
این چشمه در نزدیکی شهر سروستان واقع است و دارای آب شیرین می‌باشد. این چشمه از جاذبه‌های گردشگری شهرستان سروستان محسوب می‌شود و در نزدیکی روستای نظرآباد قرار دارد. این چشمه به طور قانونی برای افراد تزنگی است. این چشمه متعلق به شهر باستانی تزنگ می باشد.آب این جوی به سمت جاده سروستان خاوران و روستایی مومن آباد و در انتها به سروستان و باغ های محله ترنگ میرسد